# Anatolij Antonov
Anatolij Ivanovič Antonov, ruski politik, diplomat in vojaški častnik; * 15. maj 1955, Omsk.
Trenutno je ruski veleposlanik v ZDA. Z ugledom trdega pogajalca je Antonov nastopil svoje mesto v Washingtonu 1. septembra 2017. Prej je bil namestnik zunanjega ministra in namestnik obrambnega ministra. Od leta 2015 je zaradi ruskega posredovanja v Ukrajini deležen sankcij Evropske unije in Kanade.
Antonov je bil iz Washingtona odpoklican 17. marca 2021, po tem, ko je ameriški predsednik Joe Biden Putina označil za "morilca". Diplomatski zbor je 1. aprila po posvetovanju z ministrstvom za zunanje zadeve sporočil, da je bil Antonov do nadaljnjega uradno pod veleposlaniškim odpoklicem. Johna Sullivana, ameriškega veleposlanika v Rusiji, niso odpoklicali.

## Zgodnje življenje
Antonov se je rodil 15. maja 1955 v Omsku v ZSSR. Leta 1983 je diplomiral na Moskovskem državnem inštitutu za mednarodne odnose.
Leta 1978 je Antonov diplomiral na Moskovskem državnem inštitutu za mednarodne odnose (MGIMO) in leta 1983 tam magistriral. Leta 2012 je doktoriral iz politologije na Inštitutu za svetovno gospodarstvo in mednarodne odnose v Moskvi. Njegova doktorska disertacija je imela naslov Nadzor jedrskega orožja kot dejavnik zagotavljanja nacionalne in mednarodne varnosti. Tekoče govori angleško in birmansko.

## Kariera
Antonov je svojo diplomatsko kariero začel po dodiplomskem študiju leta 1978. Naslednjih 30 let je preživel na sovjetskem ministrstvu za zunanje zadeve in kasneje na ruskem ministrstvu za zunanje zadeve, kjer je bilo njegovo specializirano področje nadzor jedrskega, kemičnega in biološkega orožja. Leta 2004 je bil imenovan na mesto direktorja oddelka za varnost in razoroževanje.
2. februarja 2011 je bil s predsedniškim dekretom povišan v namestnika obrambnega ministra Ruske federacije.
Kot namestnika obrambnega ministra ga je Evropska unija po vojaškem posredovanju Rusije v Ukrajini osebno sankcionirala. NATO ga je v decembru 2014 obtožil konfrontiranja Rusije z Ukrajino.
28. decembra 2016 je bil imenovan za namestnika ministra za zunanje zadeve.

## Veleposlanik v ZDA

### Imenovanje in potrditev
Antonov velja za trdega navijača proti Zahodu in si tako prisluži sloves " bull terierja". V začetku jeseni 2016 je veljal za naslednjega ruskega veleposlanika v ZDA, saj je Kremelj domneval, da bo Hillary Clinton zmagala na predsedniških volitvah, zato bodo dvostranski odnosi ostali zaostreni. Na mesto veleposlanika je bil imenovan kljub temu, da je zmagal Donald Trump. Rusko zunanje ministrstvo je predlog za njegovo imenovanje 11. maja 2017 uradno predložilo Zvezni skupščini, ki je 18. maja po zaprtem zasedanju zunanjepolitičnega odbora Državne dume glasovala za njegovo odobritev.
21. avgusta 2017 ga je Vladimir Putin z ukazom predsednika uradno imenoval za veleposlanika Rusije v ZDA.

## Nagrade
- Red "Za zasluge do domovine" IV razred
- Red Aleksandra Nevskega
- Red vojaških zaslug
- Častni red (dvakrat)
- Red prijateljstva
- Medalja "Za vrnitev Krima"
- Jubilejna medalja "70 let oboroženih sil ZSSR"
- Medalja "Za odlikovanje v vojaški službi" I razred
- Medalja "Za odlikovanje v vojaški službi" II
- Medalja "Za odlikovanje v vojaški službi" III